# Sobretensió de flanc

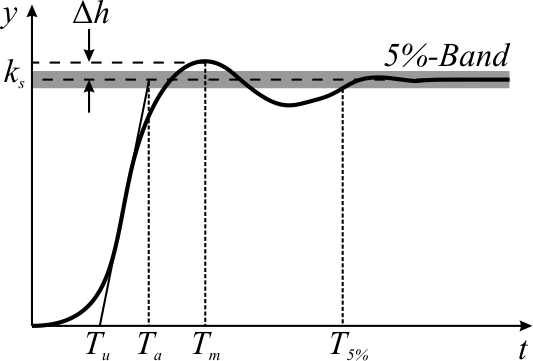
Una il·lustració d'un desbordament, seguit de sons i temps de fixació. Δh és el valor absolut de superació.

En el processament del senyal, la teoria del control, l'electrònica i les matemàtiques, la sobretensió de flanc (en anglès overshoot) és l'ocurrència d'un senyal o funció que supera el seu objectiu. La sotatensió (en anglès undershoot) és el mateix fenomen en sentit contrari. Sorgeix especialment en la resposta escalonada de sistemes de banda limitada com els filtres de pas baix. Sovint va seguit d'un timbre o escil·lació, i de vegades es combina amb aquest últim.
La superació màxima es defineix als sistemes de control de temps discret de Katsuhiko Ogata com "el valor màxim màxim de la corba de resposta mesurat a partir de la resposta desitjada del sistema".

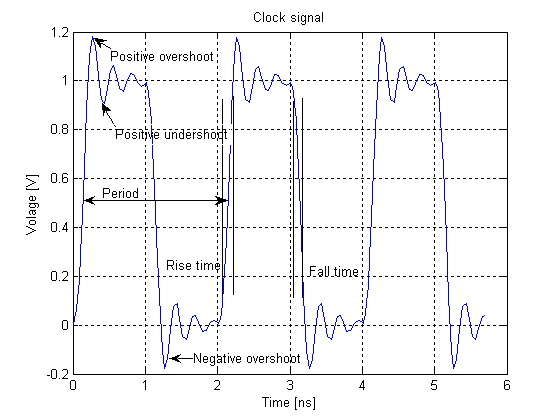
Overshoot i undershoot en senyal electrònic.

En la teoria del control, l'excés es refereix a una sortida que supera el seu valor final en estat estacionari. Per a una entrada de pas, el percentatge de superació (PO) és el valor màxim menys el valor del pas dividit pel valor del pas. En el cas del pas unitari, la superació és només el valor màxim de la resposta del pas menys un. Vegeu també la definició de superació en un context electrònic.
En electrònica, l'excés es refereix als valors transitoris de qualsevol paràmetre que superi el seu valor final (estat estacionari) durant la seva transició d'un valor a un altre. Una aplicació important del terme és al senyal de sortida d'un amplificador.
1. Overshoot representa una distorsió del senyal.
2. En el disseny de circuits, els objectius de minimitzar l'excés i de disminuir el temps de pujada del circuit poden entrar en conflicte.
3. La magnitud del rebasament depèn del temps a través d'un fenomen anomenat "amortiment". Vegeu la il·lustració sota la resposta al pas.
4. Sovint, el sobrepassament s'associa amb el temps d'assentament, el temps que triga la sortida a arribar a l'estat estacionari; vegeu la resposta al pas.